# (2784) Domeyko
(2784) Domeyko (1975 GA) – planetoida z pasa głównego asteroid okrążająca Słońce w ciągu 3 lat i 130 dni w średniej odległości 2,24 au. Została odkryta 15 kwietnia 1975 roku w Cerro El Roble Astronomical Station przez Carlosa Torresa. Nazwa planetoidy została nadana na cześć Ignacego Domeyki, polskiego geologa i badacza Ameryki Południowej.